# Xian de Li (Hunan)
Pour les articles homonymes, voir Li.
Le xian de Li (澧县 ; pinyin : Lǐ Xiàn) est un district administratif de la province du Hunan en Chine. Il est placé sous la juridiction de la ville-préfecture de Changde.

## Démographie
La population du district était de 877 585 habitants en 1999.